# زیگوسوروس
زیگوسوروس (نام علمی: Zygosaurus) نام یک سرده از زیرراسته خوش‌دست‌وپا است. فسیل‌های یافت شده از این جانور منقرض شده نشان می‌دهند که این جانور در دوران پرمین در روسیه زندگی می‌کرده است.